# دوري كرة القدم الأمريكية 1963–64
دوري كرة القدم الأمريكية 1963–64 هو موسم من دوري كرة القدم الأمريكية ‏. فاز فيه Philadelphia Ukrainians ‏.